# Los Alamitos (Kalifornija)
Los Alamitos je grad u američkoj saveznoj državi Kalifornija. Prema popisu stanovništva iz 2010. u njemu je živjelo 11.449 stanovnika.